# Fünfkirchner Zeitung
Die Fünfkirchner Zeitung war eine deutschsprachige Zeitung, die von 1870 bis 1906 in Pécs (dt. Fünfkirchen) in Österreich-Ungarn erschienen ist. Sie war eine der bedeutendsten deutschsprachigen Zeitungen in der Region. Obwohl ihre Redaktion häufig ihre Parteilosigkeit betonte, progagierte sie liberale Ideale und thematisierte das politische Engagement ihrer Mitarbeiter.
Nachdem frühere deutschsprachige Blätter wie das Fünfkirchner Intelligenz-Wochenblatt (1832) oder die kurzlebigen Pressefreien Flugblätter (1848), die in ihren letzten Ausgaben den Titel Fünfkirchner Zeitung trugen, an zu geringen Abonnentenzahlen scheiterten, war die 1870 neugegründete Zeitung unter Chefredakteur Wilhelm Gerlai über Jahrzehnte überaus erfolgreich. Dem Leser wurde  eine Vielzahl an Themen geboten. Neben Nachrichten aus dem In- und Ausland und einem Schwerpunkt auf regionale Meldungen veröffentlichte die Redaktion auch literarische und wissenschaftliche Beiträge. Zahlreiche abgedruckte Gedichte, Novellen, Märchen oder Essays stammten von Autoren als auch Autorinnen aus der Region wie etwa von der Dichterin Leopoldine Szövényi.
Angesichts der Debatten und Konflikte um die Magyarisierungspolitik widmete sich die Zeitung von Beginn an Fragen, die das Verhältnis der ungarischen und der deutschstämmigen Bevölkerung betrafen, darunter die Schulpolitik oder die Sprachenfrage. Die Redaktion vertrat dabei eine eindeutig pro-ungarische Position. Bereits der erste Redakteur Gerlai war der nationalliberalen Politik des Jószef Eötvös nahegestanden. Ende der 1890er Jahre nahm sein Nachfolger Ludwig Lenkeis schließlich eine zunehmend nationalistische Einstellung an. Ab 1892 publizierte er das ungarischsprachige Konkurrenzblatt Pécsi Napló (dt. Pécser Journal). Als infolge der fortschreitenden Assimilierungsprozesse in der Pécser Stadtbevölkerung um die Jahrhundertwende der Gebrauch der deutschen Sprache immer mehr abnahm und die Abonnentenzahlen sanken, stellte Lenkeis 1906 die Fünfkirchner Zeitung ein, damit „das freiheitliche Ungarn ungarisch werde auf jedem Gebiete“.